# Contractions haustrales
Les contractions haustrales sont des contractions musculaires involontaires du côlon (péristaltisme). Elles se produisent localement, au niveau d'une haustration, lorsque celle-ci est remplie de matière fécale, ce qui a pour effet de pousser son contenu vers la haustration suivante.
Les contractions haustrales se produisent toutes les 30 minutes environ.